# Focke-Wulf Ta 254
Il Focke-Wulf Ta 254 fu un aereo da caccia in configurazione diurna e notturna bimotore monoplano ad ala alta sviluppato dall'azienda aeronautica tedesca Focke-Wulf-Flugzeugbau GmbH negli anni quaranta e rimasto allo stadio progettuale.
Elaborato dall'ingegnere Kurt Tank come ulteriore e previsto sviluppo del precedente Ta 154, non riuscì ad essere costruito nemmeno in un solo prototipo per il deterioramento della situazione bellica della Germania al termine della seconda guerra mondiale.

## Storia del progetto
Nell'elaborare il progetto del Ta-154 Kurt Tank disegnò una variante specificatamente concepita per l'alta quota che si differenziava dal progetto base per l'adozione di un'ala dall'apertura maggiorata. Originariamente alla variante era stata assegnata la sigla Ta 154 D, con sottoversioni D-1 relativa ad un caccia notturno biposto e D-2 per quello diurno monoposto, ed integrava oltre alla nuova ala anche la fusoliera allungata del Ta 154 C. Per il resto il velivolo riproponeva l'aspetto generale del Ta 154, un monoplano ad ala alta con carrello d'atterraggio di tipo triciclo anteriore completamente retrattile.
La propulsione prevista era sempre basata su una coppia di motori collocati in gondole alari, o dei Daimler-Benz DB 603, nelle versioni E o L, o gli Junkers Jumo 213E, tutti dei 12 cilindri a V rovesciata raffreddati a liquido.
Sottoposto all'attenzione dei vertici del Reichsluftfahrtministerium (RLM), il ministero che nella Germania hitleriana sovraintendeva all'intera aviazione, questi approvarono il suo sviluppo e, ritenendo la variante sufficientemente diversa, assegnarono al progetto la nuova designazione Ta 254, di conseguenza le originali designazioni delle sottoversioni vennero anch'esse modificate: la D-1 divenne la A-1, la D-2 divenne la A-3 e fu aggiunta una terza variante, indicata come A-2, relativa ad un caccia diurno biposto.

## Utilizzatori
Germania
- Luftwaffe (previsto)